# 拉库尔蒂讷
拉库尔蒂讷（法語：La Courtine，法語發音：[la kuʁtin]）是法国克勒兹省的一个市镇，属于欧比松区。

## 地理
拉库尔蒂讷（45°42'4"N, 2°15'49"E）面积41.42 平方千米，位于法国新阿基坦大区克勒兹省，该省份为法国中部省份，位于法國中央高原西北部，北起安德尔省和谢尔省，西接维埃纳省，南至科雷兹省，东临多姆山省，东北与阿列省接壤。
与拉库尔蒂讷接壤的市镇（或旧市镇、城区）包括：圣雷米、索尔纳克、贝萨、克莱拉沃、马尼亚莱特朗日、勒马斯达尔蒂日、旧圣马夏尔、圣奥拉杜德希鲁兹。

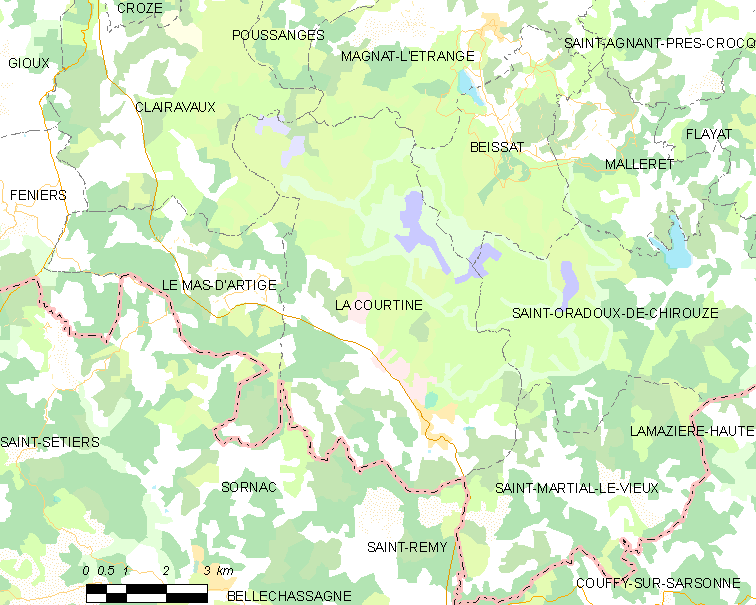
拉库尔蒂讷的OSM定位图

拉库尔蒂讷的时区为UTC+01:00、UTC+02:00（夏令时）。

## 行政
拉库尔蒂讷的邮政编码为23100，INSEE市镇编码为23067。

## 政治
拉库尔蒂讷所属的省级选区为欧藏斯县。

## 人口

1962-2008年间拉库尔蒂讷人口变化图示

拉库尔蒂讷于2022年1月1日时的人口数量为737人。